# Elimination Chamber (2022)
Elimination Chamber (2022) (tiếng Ả Rập: إليمنيشن تشامبر; được gọi là No Escape ở Đức) là sự kiện đấu vật chuyên nghiệp trả tiền cho mỗi lần xem và phát trực tiếp của Elimination Chamber lần thứ 12 do WWE sản xuất. Nó được tổ chức cho các đô vật từ hoạt động trong show Raw và SmackDown. Sự kiện diễn ra vào thứ Bảy, ngày 19 tháng 2 năm 2022, tại Jeddah Super Dome ở Jeddah, Ả Rập Xê Út.
Đây là sự kiện thứ bảy WWE tổ chức tại Ả Rập Xê Út trong khuôn khổ quan hệ đối tác 10 năm nhằm hỗ trợ tầm nhìn của Ả Rập Xê Út 2030. Đây cũng là sự kiện Elimination Chamber đầu tiên diễn ra bên ngoài Hoa Kỳ, lần đầu tiên được tổ chức vào thứ Bảy, và là lần đầu tiên phát sóng trên dịch vụ phát trực tiếp Peacock. 
Bảy trận đấu đã được diễn ra tại sự kiện, bao gồm trận đấu Kickoff. Sự kiện có hai trận đấu Elimination Chamber, một cho nam và một cho nữ; cả hai đều dành cho show Raw. Trong trận đấu tâm điểm, Brock Lesnar đã thắng và giành đai vô địch WWE Championship, trong khi Bianca Belair thắng trận nữ để giành được một trận đấu tranh đai Raw Women's Championship tại WrestleMania 38. Trong các trận đấu nổi bật khác, Becky Lynch đã đánh bại Lita để giữ lại đai Raw Women's Championship, và trong trận đấu mở màn, Roman Reigns đã đánh bại Goldberg để giữ lại đai WWE Universal Championship.

## Tổ chức
| Vai trò                         | Tên                 |
| ------------------------------- | ------------------- |
| Bình luận viên tiếng Anh        | Michael Cole        |
| Bình luận viên tiếng Anh        | Corey Graves        |
| Bình luận viên tiếng Anh        | Byron Saxton        |
| Bình luận viên tiếng Ả Rập      | Faisal Al-Mughaisib |
| Bình luận viên tiếng Ả Rập      | Jude Aldajani       |
| Thông báo viên sàn đấu          | Mike Rome           |
| Trọng tài                       | Danilo Anfibio      |
| Trọng tài                       | Jessika Carr        |
| Trọng tài                       | Dan Engler          |
| Trọng tài                       | Eddie Orengo        |
| Trọng tài                       | Chad Patton         |
| Trọng tài                       | Darryl Sharma       |
| Người phỏng vấn                 | Kevin Patrick       |
| Người điều khiển trước trận đấu | Jackie Redmond      |
| Người điều khiển trước trận đấu | Matt Camp           |
| Người điều khiển trước trận đấu | Peter Rosenberg     |

### Pre-show
Trong sự kiện Kick-off, Rey Mysterio (đi cùng với Dominik Mysterio) đối mặt với The Miz. Trong trận đấu, Miz lấy lại một chiếc ghế, tuy nhiên Rey đã thực hiện cú Crossbody trên Miz. Khi Miz cố gắng sử dụng lại chiếc ghế, Dominik đã ngăn cản Miz, tuy nhiên, Miz giả vờ bị tấn công bởi Dominik. Điều này dẫn đến việc trọng tài đã đuổi Dominik khỏi khu vực sàn đấu. Cuối cùng, Rey đã thực hiện một màn cuộn lên trên Miz để giành chiến thắng trong trận đấu. Sau trận đấu, Rey và Dominik thực hiện cú 619 trên Miz.

### Các trận đấu khác
Roman Reigns (cùng với Paul Heyman) bảo vệ đai WWE Universal Championship trước Goldberg. Reigns đã cắt một đoạn quảng cáo nhanh chóng nói rằng Vương quốc Ả Rập Saudi phải thừa nhận Reigns trước khi Goldberg xuất hiện. Khi bắt đầu trận đấu, Reigns đã hất Goldberg ra khỏi sàn đấu. Cả hai đánh nhau ngoài sàn đấu, nơi Goldberg ném Reigns vào hàng rào. Trở lại sàn đấu, Goldberg tung cú Spear vào Reigns. Khi Goldberg cố gắng thực hiện cú Jackhammer, Reigns đã phản công bằng pha Uranage. Reigns đã thực hiện một cú đấm Superman Punch vào Goldberg. Khi Reigns chuẩn bị tung cú Spear, Goldberg đã phản công lại bằng cú Spear của riêng mình. Goldberg đã cố gắng tung cú Jackhammer khác, tuy nhiên, Reigns đã phản công lại bằng việc tung đòn khóa guillotine lên Goldberg, người đã bất tỉnh, do đó Reigns vẫn giữ được danh hiệu.
Tiếp theo, trận đấu women's Elimination Chamber đã được diễn ra trong đó người chiến thắng sẽ giành được trận đấu tranh đai Raw Women's Championship tại WrestleMania 38. Liv Morgan và Nikki A.S.H. bắt đầu trận đấu. Người thứ ba là Doudrop, tiếp theo là Rhea Ripley. Ripley đuổi theo Nikki, nơi cả hai trèo lên Chamber và rơi vào người Morgan. Ripley thực hiện cú Riptide trên Nikki để loại bỏ cô ấy. Người tham gia thứ năm là Alexa Bliss. Morgan thực hiện cú Sitout Powerbomb trên Doudrop để loại bỏ cô ấy. Người tham gia cuối cùng là Bianca Belair, người đã giành được cơ hội vào cuối cùng bằng cách giành chiến thắng trong một trận đấu găng tay ở tập trước của Raw. Belair và Ripley lần lượt biểu diễn Suplexes theo chiều dọc kép trên Morgan và Bliss. Bliss thực hiện Twisted Bliss lên Morgan để loại bỏ cô. Belair thực hiện cú đá Kiss of Death trên Ripley để loại bỏ cô. Cuối cùng, Belair đã thực hiện cú đá Kiss Of Death trên Bliss để giành chiến thắng trong trận đấu và giành được trận đấu tranh đai Raw Women's Championship tại WrestleMania 38.
Ronda Rousey và Naomi đối mặt với Nhà vô địch nữ SmackDown Charlotte Flair và WWE official Sonya Deville, nơi Rousey phải chiến đấu với một cánh tay bị trói sau lưng. Cuối cùng, Rousey buộc Deville phải đập tay để thắng trận đấu.
Drew McIntyre đối mặt với Madcap Moss (đi cùng với Happy Corbin) trong một trận đấu Falls Count Anywhere. Cuối cùng, McIntyre đã thực hiện cú đá Claymore vào Moss để giành chiến thắng trong trận đấu.
Ở hậu trường, The Miz đã được phỏng vấn về sự vắng mặt của anh ấy trong buổi sự kiện trước khi anh ấy buộc tội Rey Mysterio gian lận do được con trai Dominik giúp đỡ. Miz nói rằng anh ấy sẽ tìm một đồng đội.
Becky Lynch bảo vệ đai vô địch Raw Women's Championship trước Lita. Lynch đã thực hiện cú Man Handle Slam trên Lita để giữ lại danh hiệu.
Trước trận đấu tâm điểm, The Usos (Jey Uso và Jimmy Uso) đã được lên kế hoạch để bảo vệ đai vô địch SmackDown Tag Team Championship trước The Viking Raiders (Erik và Ivar), nhưng The Usos đã tấn công The Viking Raiders trước khi trận đấu có thể bắt đầu, do đó trận đấu đã không diễn ra.

### Trận đấu tâm điểm
Bobby Lashley đã bảo vệ đai vô địch WWE Championship trước AJ Styles, Brock Lesnar, Riddle, Austin Theory và Seth "Freakin" Rollins trong trận đấu Elimination Chamber. Theory và Rollins bắt đầu trận đấu. Rollins thực hiện cú Buckle Bomb trên Theory vào khu vực đứng của Lashley. Tác động khiến Lashley bất lực, dẫn đến việc nhân viên y tế và trọng tài loại Lashley khỏi trận đấu do giao thức chấn động, sau đó được công bố là loại anh ấy (trên thực tế, Lashley đã bị thương ở vai một cách hợp pháp trước sự kiện và "giao thức chấn động" đã được sử dụng để loại anh ta ra khỏi trận đấu). Người thứ ba là Riddle, tiếp theo là Styles. Người tham gia thứ năm được cho là Lashley, tuy nhiên, vì Lashley đã rời khỏi trận đấu, Lesnar đã phá vỡ khu vực đứng của anh ta và bước vào trận đấu. Lesnar thực hiện F5 lần lượt trên Rollins, Styles và Riddle để loại bỏ chúng. Sau khi cú đánh vào chỗ hiểm và DDT từ Theory lên Lesnar gần như kết thúc, Lesnar thực hiện một cú F5 đối với Theory từ đỉnh của Chamber. Lesnar sau đó đã ghim Theory để giành đai vô địch WWE Championship lần thứ bảy, trở thành người chiến thắng Royal Rumble đầu tiên giành được đai vô địch trước khi diễn ra WrestleMania. WWE sau đó đã xác nhận rằng trận đấu WrestleMania của anh ấy với Universal Champion Roman Reigns sẽ là trận đấu Winner Takes All để thống nhất cả hai đai vô địch WWE Championship và Universal Championship.

## Kết quả
| #                                                                                     | Kết quả                                                                                           | Thể loại | Thời gian |
| ------------------------------------------------------------------------------------- | ------------------------------------------------------------------------------------------------- | --- | --------- |
| 1P                                                                                    | Rey Mysterio (với Dominik Mysterio) đánh bại The Miz bằng đòn kết liễu                            | Trận đấu đơn | 8:20      |
| 2                                                                                     | Roman Reigns (c) (với Paul Heyman) đánh bại Goldberg bằng đòn khóa kỹ thuật                       | Trận đấu đơn tranh đai WWE Universal Championship                                                                     | 6:00      |
| 3                                                                                     | Bianca Belair đánh bại Alexa Bliss, Doudrop, Liv Morgan, Nikki A.S.H, và Rhea Ripley              | Trận đấu Elimination Chamber giành cơ hội tham dự trận đấu tranh đai WWE Raw Women's Championship tại WrestleMania 38 | 15:45     |
| 4                                                                                     | Naomi và Ronda Rousey đánh bại Charlotte Flair và Sonya Deville bằng đòn khóa                     | Trận đấu đồng đội | 9:14      |
| 5                                                                                     | Drew McIntyre đánh bại Madcap Moss (với Happy Corbin) bằng đòn kết liễu                           | Trận đấu Falls Count Anywhere                                                                                         | 9:00      |
| 6                                                                                     | Becky Lynch (c) đánh bại Lita bằng đòn kết liễu                                                   | Trận đấu đơn tranh đai WWE Raw Women's Championship                                                                   | 12:10     |
| 7                                                                                     | Brock Lesnar đánh bại Bobby Lashley (c), AJ Styles, Austin Theory, Riddle, Seth "Freakin" Rollins | Trận đấu Elimination Chamber tranh đai WWE Championship                                                               | 14:55     |
| - (c) – chỉ người vô địch bước vào trận đấu - P – chỉ trận đấu diễn ra trong pre-show |                                                                                                   | |           |

### Trận đấu Women's Elimination Chamber

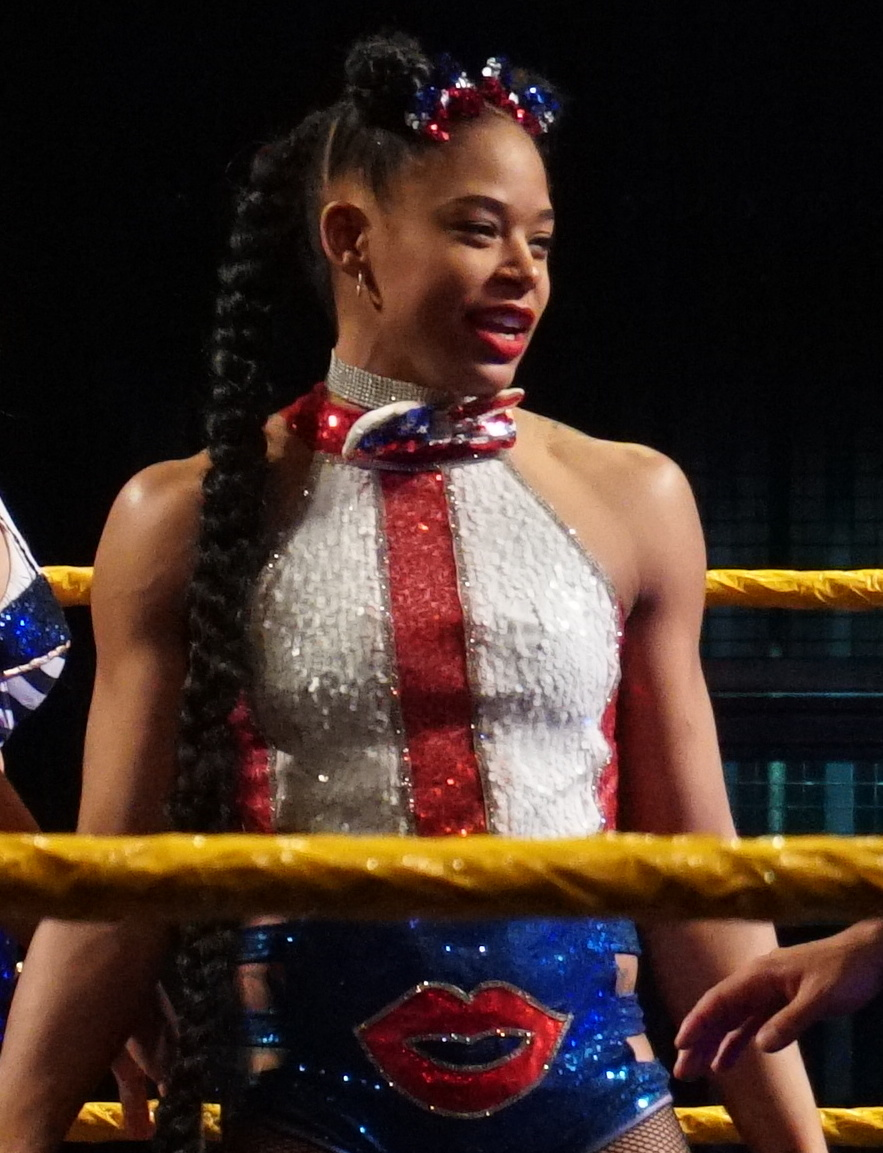
Bianca Belair

| Bị loại     | Đô vật        | Vị trí | Bị loại bởi   | Đòn          | Thời gian |
| ----------- | ------------- | ------ | ------------- | ------------ | --------- |
| 1           | Nikki A.S.H   | 1      | Rhea Ripley   | Đòn kết liễu | 6:20      |
| 2           | Doudrop       | 3      | Liv Morgan    | Đòn kết liễu | 8:50      |
| 3           | Liv Morgan    | 2      | Alexa Bliss   | Đòn kết liễu | 12:10     |
| 4           | Rhea Ripley   | 4      | Bianca Belair | Đòn kết liễu | 12:45     |
| 5           | Alexa Bliss   | 5      | Bianca Belair | Đòn kết liễu | 15:45     |
| Chiến thắng | Bianca Belair | 6      |               |              |           |

### Trận đấu WWE Championship Elimination Chamber

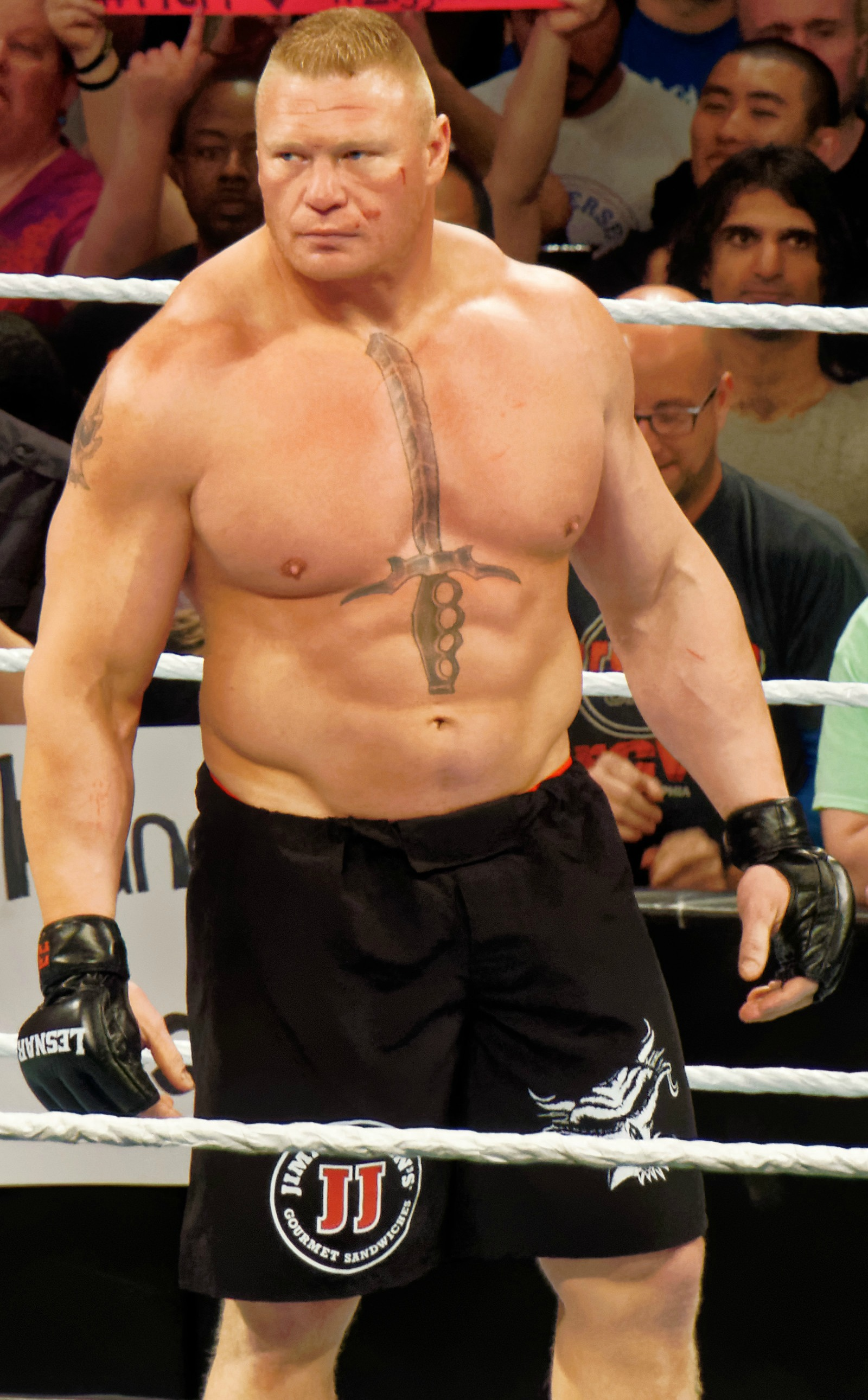
Brock Lesnar

| Bị loại     | Đô vật                 | Vị trí | Bị loại bởi        | Đòn                | Thời gian          |
| ----------- | ---------------------- | ------ | ------------------ | ------------------ | ------------------ |
| 1           | Bobby Lashley (c)      | 5      | Không thể tiếp tục | Không thể tiếp tục | Không thể tiếp tục |
| 2           | Seth "Freakin" Rollins | 2      | Brock Lesnar       | Đòn kết liễu       | 9:50               |
| 3           | Riddle                 | 3      | Brock Lesnar       | Đòn kết liễu       | 10:05              |
| 4           | AJ Styles              | 4      | Brock Lesnar       | Đòn kết liễu       | 11:00              |
| 5           | Austin Theory          | 1      | Brock Lesnar       | Đòn kết liễu       | 14:55              |
| Chiến thắng | Brock Lesnar           | 6      |                    |                    |                    |